# آزمون سه مرحله‌ای پارکز–بیلشوفسکی
آزمون سه مرحله‌ای پارکز–بیلشوفسکی (انگلیسی: Parks–Bielschowsky three-step test) که با نام تست کج کردن سر بیلشوفسکی نیز شناخته می‌شود، روشی است که برای تفکیک ماهیچه‌های بیرونی چشم دچار فلج حرکتی، به‌ویژه بررسی ضعف ماهیچه مایل بالایی در اثر آسیب به عصب قرقره‌ای (چهارمین عصب مغز) در مبتلایان به دوبینی عمودی اکتسابی استفاده می‌شود. آزمونی که امروزه استفاده می‌شود، توسط مارشال ام پارکز توسعه داده شد. آزمون اصلی را آلفرد بیلشوفسکی و هافمن در سال ۱۹۳۵ تشریح کرده بودند.